# Kalpasutra
Kalpasutra (Sutra właściwego wykonywania rytuałów) – teksty dharmiczne wedyjskiego rytualizmu, druga spośród sześciu części wedangi. Powstawały w okresie VIII - VI w. Ich autorów określa się teminem sutrakara.

## Podział
Kalpasutra dzielą się na cztery grupy:
1. śraurasutra – rytuały publiczne hawis i soma oraz mantry
2. gryhjasutra – rytuały domowe (gryhakarmani, czterdzieści samskara, pakayadźńa, panćamahajaźńa) oraz mantry
3. dharmasutra – prawo i etyka społeczna
4. śulwasutra – budowa ołtarzy